# Bugarska ženska softbolska reprezentacija
Bugarska ženska softbolska reprezentacija predstavlja državu Bugarsku u športu softbolu.
Krovna organizacija: 

do 1998.: Българската Федерация по Бейзбол и Софтбол

od 1998.: Българската Софтболна Федерация 

## Postave

### EP 2007.
Handžijska, Bogdanova, Simeonova, G. Nikolova, Sokolova, Kirilova, Hristova, Pavlova, Trenčeva, Genova, Gočeva, Milenkova, Fetvova, D. Nikolova, Harizanova.
Trener: 

## Nastupi na EP
- divizija "B", Prag 1997.: -
- divizija "B", Antwerpen 1999.: -
- divizija "B", Beč 2001.: 8.
- divizija "B", Caronno, Pertusella-Saronno, Italija 2003.: 9.
- divizija "B", Prag 2005.: 5.
- divizija "B", Zagreb 2007.:

## Vanjske poveznice
- Postava na EP 2007.  Arhivirana inačica izvorne stranice od 20. rujna 2007. (Wayback Machine)
- Bugarska softbolska federacija  Arhivirana inačica izvorne stranice od 4. srpnja 2007. (Wayback Machine)